# Heinrich Krampf
Pour les articles homonymes, voir Krampf.
Heinrich Krampf (1er septembre 1888 à Wurtzbourg - 16 novembre 1963 à Munich) est un Generalleutnant allemand qui a servi au sein de la Heer dans la Wehrmacht pendant la Seconde Guerre mondiale.

## Décorations
- Croix de fer (1914)
  - 2e classe
  - 1re classe
- Croix hanséatique de Hambourg
- Insigne des blessés (en 1914)
  - en Noir
- Croix d'honneur
- Médaille des Sudètes avec barrette du château de Prague
- Agrafe de la Croix de fer (1939)
  - 2e classe